# Heleno de Freitas
Heleno de Freitas (São João Nepomuceno, Minas Gerais, 12 de diciembre de 1920-Barbacena, Minas Gerais, 8 de noviembre de 1959) fue un futbolista brasileño que jugaba como delantero.
En su país militó profesionalmente para los clubes Botafogo, Vasco Da Gama y America Football Club, mientras que a nivel internacional lo hizo con Boca Juniors y Atlético Junior. También formó parte de la selección de Brasil.
Su estilo de juego, su personalidad brillante y conflictiva, y sus excesos con las drogas, el juego y las mujeres, lo han convertido con el paso del tiempo en un futbolista de culto. Sobre Heleno se han escrito muchos libros históricos y de ficción; en 2011 se estrenó el largometraje Heleno, protagonizado por Rodrigo Santoro.

## Biografía

### Primeros años (1920-1938)
Heleno nació en São João Nepomuceno, una población al sudeste de la unidad federal de Minas Gerais, en Brasil. Sus padres fueron Oscar de Freitas, un negociante de café, y Maria Rita, ama de casa. Era el quinto de ocho hermanos.
El padre de Heleno muere cuando éste era un niño. Por esta razón, su familia decide mudarse a Río de Janeiro en busca de mejores oportunidades de vida. A los doce años, mientras trabajaba como minero, fue descubierto por el técnico Nénem Prancha, quien lo llevó al equipo juvenil de Botafogo. Heleno ya había jugado para equipos juveniles como Mangueira Futebol Clube (1927-1931), donde se desempeñó como defensor, y Madureira Esporte Clube (1931-1934).

## Trayectoria futbolística

### Botafogo
Heleno fue ídolo de Botafogo, convirtió el envidiable récord de  209 goles en 235 partidos. Es el cuarto máximo goleador del club. Obtuvo el título de goleador del campeonato carioca en 1942 con veintiocho goles en veinticinco partidos. Subcampeón del campeonato carioca entre los años 1944 y 1947. Pese a ello, la historia dirá que debió salir de su amado equipo por la puerta falsa y sin poder conquistar un solo título. Curiosamente sus compañeros lograron tal gesta al año siguiente de su partida, cuando Heleno fue vendido a Boca Juniors.

### Boca Juniors
Heleno debutó en la victoria de Boca frente a Banfield 3-0 con doblete, un 6 de junio de 1948. El eco estridente de «Heleno, Heleno, Heleno» enardeció la tribuna. Parecía la salvación para Boca de un mal arranque de campeonato. Pero no fue así, no pudo acoplarse ni tampoco las afamadas estrellas Xeneizes, Pescia, Boyé, Pio, Yeso, Gómez Sánchez y Sarlanga encontraron su juego. Así las cosas, el polémico artillero brasileño y su esposa que no se adaptó a Buenos Aires, pasando con más pena que gloria,debió pegar la vuelta a Río de Janeiro seis meses después de su arribo. Los que lo vieron jugar en Boca discuten su carácter pero no su inigualable juego mágico. Heleno convertiría siete goles en diecisiete partidos, su más bajo promedio de toda su historia. Tras la huelga argentina, regresaría a Brasil con el objetivo fijado en el Mundial, que gracias a la guerra mundial no pudo disfrutar ni en 1942 ni en 1946.

### Vasco da Gama
Rechazado por su propio equipo, pasó a filas del Vasco da Gama en 1949, club con el que conquistaría su único título del Campeonato Carioca. En Vasco anotó diecinueve goles en veinticuatro partidos y, junto con Ademir Meneses, Chico y Maneca, conformaría la delantera más témida: el Expreso de la Victoria. Un día después del famoso Maracanazo, y ante el triunfo de Obdulio Varela, que fue capaz de anular por completo al temible y excompañero centro delantero, Ademir, Heleno lanzaría declaraciones en contra del entrenador Flavio Costa por no llevarlo a la selección: «Se eu estivesse jogando, o Brasil seria campeão».

### Atlético Junior (1950)
En 1950, el Atlético Junior atravesaba por un mal momento futbolístico. Mario Abello, el presidente del equipo, viajó a principios de año a Río de Janeiro en busca de refuerzos. Allí contactó a Heleno, quien arribó a Barranquilla el 13 de marzo de 1950. Debutó el 26 de marzo ante el Atlético Bucaramanga (0-0). Heleno anotó su primer gol frente al Sporting en el clásico costeño que ganaron los Canarios 3-2, desde ese día Heleno, hasta mucho después de su intempestiva e inesperada partida el 31 de diciembre, se convirtió en el héroe y el encanto de la torcida rojiblanca. El 4 de junio, recibe a Millonarios de Rossi, Pedernera y Di Stéfano. Heleno, comanda un contraataque desde la mitad de la cancha y anota bañando al portero Gabriel Ochoa Uribe. Junior ganó 2-1. El Municipal estalló en elogios y estridente locura carnavalesca. El encopetado Ballet Azul salió humillado y con dominio total del junior de Heleno. Curiosamente, en la revancha, partido de vuelta en la capital y ante la imperiosa necesidad de Millos de Ganar, los Miuras comandados por Heleno y Me Muerde obtienen un valioso empate y el Caldas de Vitatutas y Carlitos Arango da la vuelta olímpica.

### Santos (1951)
Luego de regresar a Río de Janeiro el 1 de enero de 1951, Heleno se vinculó al Santos Futebol Clube, institución en la que tuvo un breve y aparatoso paso. Comenzó a entrenar con el equipo el 15 de marzo con la opción de firmar un contrato por quince mil dólares mensuales, lo cual nunca llegó a concretarse debido a sus constantes problemas de indisciplina. El 10 de abril, durante un entrenamiento en el que le cometieron una falta, agredió e insultó al entrenador y a los jugadores. Fue expulsado del club ese mismo día.

### América (1951)
Heleno consideró retirarse del fútbol, pero su mala situación económica producto de sus excesos con el alcohol, las drogas y el juego, le obligaron a buscar un nuevo equipo. Tuvo conversaciones con Palmeiras y Ponte Preta, pero las negociaciones fueron infructuosas. El 14 de octubre de 1951, el America Football Club, en cabeza de su presidente Fabio Horta, ofreció pagarle por partido jugado y gol anotado. Hizo su debut el 4 de noviembre de 1951, en el estadio Maracaná, contra el São Cristóvão. Fue expulsado al minuto 25 del primer tiempo por agredir a sus propios compañeros en medio de la rechifla del público, quienes se burlaban de su estado físico.

## Selección nacional

### Participaciones en torneos
| Torneo                  | Año  | Sede      | Resultado      | Partidos | Goles |
| ----------------------- | ---- | --------- | -------------- | -------- | ----- |
| Campeonato Sudamericano | 1945 | Chile     | Segundo puesto | 6        | 6     |
| Copa Roca               | 1945 | Brasil    | Campeón        | 3        |       |
| Campeonato Sudamericano | 1946 | Argentina | Segundo puesto | 5        | 3     |
| Copa Río Branco         | 1947 | Brasil    | Campeón        | 3        |       |

## Clubes
| Club                  | País      | Año       | Partidos | Goles | Promedio |
| --------------------- | --------- | --------- | -------- | ----- | -------- |
| Botafogo              | Brasil    | 1939-1948 | 235      | 209   | 0,8      |
| Boca Juniors          | Argentina | 1948      | 17       | 7     | 0,4      |
| Vasco da Gama         | Brasil    | 1949-1950 | 24       | 19    | 0,8      |
| Atlético Junior       | Colombia  | 1950      | 36       | 15    | 0,6      |
| Santos                | Brasil    | 1951      | 0        | 0     | 0        |
| America Football Club | Brasil    | 1951      | 1        | 0     | 0        |

## Palmarés

### Campeonatos nacionales
| Título             | Club          | País   | Año  |
| ------------------ | ------------- | ------ | ---- |
| Campeonato Carioca | Vasco da Gama | Brasil | 1949 |

### Copas internacionales
| Título          | Equipo              | Año  |
| --------------- | ------------------- | ---- |
| Copa Roca       | Selección de Brasil | 1945 |
| Copa Rio Branco | Selección de Brasil | 1947 |

### Distinciones individuales
| Distinción                                                 | Año  |
| ---------------------------------------------------------- | ---- |
| Máximo goleador del Campeonato Carioca                     | 1942 |
| Máximo goleador del Campeonato Sudamericano de Selecciones | 1945 |

- Datos: Q735449
- Multimedia: Heleno de Freitas / Q735449